# Escola Secundária de Napipine

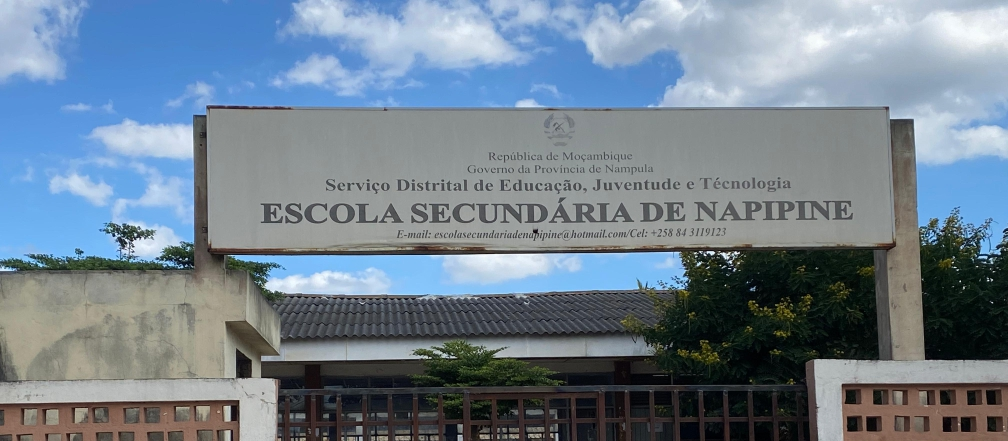
Portão da Escola Secundária de Napipine

A Escola Secundária de Napipine é uma instituição de Ensino Secundário Geral, que orienta-se aos escritos do Ministério de Educação e Desenvolvimento Humano de Moçambique. A génese do seu funcionamento foi em 19 de Janeiro de 2004. 

## História
A escola secundária de Napipine foi fundada em 1986, posteriormente inaugurada em 1988 pela Ministra de Educação na Altura Graça Machel.
Primeiramente esta instituição funcionou como uma EP1, e no ano seguinte (1988), ascende a categoria EP2, na mesma altura funcionou como Instituto Médio Pedagógico (IMP), apenas no período de manhã. Devido ao efeito da natureza do próprio homem, a escola ficou degradada, e veio a ser reabilitada pela mCel (Moçambique Celular), actualmente  TmCel em parceria com as TDM (Telecomunicações de Moçambique), em 2003 a 2004. Igualmente depois da sua reabilitação, a escola eleva a categória de Escola Secundária, tendo iniciado com catorze (14) turmas da 8ª classe, sendo oito (8) turmas do curso diurno e as restantes seis (6) no curso nocturno. A escola já contou com salas anexas no distrito de Murrupula, albergando duzentos (200) estudantes acompanhados por oito (8) docentes.
Durante o processo de transição de ano, a escola recebia alunos graduados da EPC de Napipine, Murrapaniwa, distrito de Rapale, Cerâmica e outras instituições de ensino da cidade de Nampula. Ela começou a funcionar com um bloco constituído por cinco salas de aulas, uma secretaria, e direcção. 

## Localização geográfica
A Escola Secundaria de Napipine localiza-se no posto administrativo do mesmo nome, na cidade municipal de Nampula, na área da missão católica do São Pedro com as seguintes coordenadas geográficas:
- A Norte da escola situa-se a Escola Primaria Completa de Napipine;
- A Noroeste situa-se o Centro de Saúde de Napipine;
- A Ao Oeste situa-se a Universidade Rovuma;
- A Noroeste a Igreja de São Pedro;
- A Sul a parcela do bairro.[1]

## Estrutura Física
A escola tem vedação, dentro do recinto escolar há um pátio onde os alunos recreiam durante o intervalo. No recinto escolar há também uma Bandeira de Mocambique e um mapa da Republica de Mocambique desenhado no pátio.
Dentro da Escola existe quatro blocos de salas de aulas, o primeiro bloco é composto por quatro salas de aulas, uma sala de informática (Internet) e uma sala de professores cujo neste momento encontramos também a secretaria da Escola.
O segundo bloco de aulas é composto por três salas, o terceiro bloco é composto por seis salas, e o quarto bloco é composto por sete salas de aulas. Ainda observamos a existência do sector pedagógico do segundo ciclo (11ª e 12ª  classes), separado do primeiro ciclo (8ª , 9ª e 10ª  classes). Existe um sector administrativo, uma biblioteca, uma reprografia, um lanchonete e uma casa de banho. 
Segundo (MINEDH. 2003), as escolas classificam-se em 3 tipos: A, B e C, esta classificação tem a ver com o numero de salas de aulas que a escola possui. A escola secundaria de Napipine  é classificada como sendo do tipo C, isto porque possui 19 salas de aulas divididas em 4 blocos. 